# Mondli Cele
Mondli Cele (Durban, 19 de marzo de 1989-Pietermaritzburgo, 17 de enero de 2016) fue un futbolista sudafricano que jugaba en la demarcación de centrocampista.

## Biografía
En 2012 se unió al Gamalakhe United, donde jugó por dos años. Finalmente, en 2014, fue traspasado al Maritzburg United después de que el entrenador asistente del club le viera jugar en la Copa de Sudáfrica. A mitad de temporada, el seleccionador Ephraim Mashaba preseleccionó a Cele para el equipo que disputaría la Copa Africana de Naciones 2015, aunque finalmente no formó parte del plantel que viajó a Guinea Ecuatorial para disputar el torneo.
El 16 de enero de 2016, tras disputar un partido contra el Orlando Pirates en el cual Cele marcó el primer gol del partido, falleció en un accidente de tráfico a los 26 años.

## Clubes
| Club              | País      | Año       | Partidos | Goles |
| ----------------- | --------- | --------- | -------- | ----- |
| Maritzburg United | Sudáfrica | 2014-2016 | 38       | 5     |